# 德羅茲多維奇 (舊桑博爾區)
49°41′11″N 22°53′31″E / 49.68639°N 22.89194°E

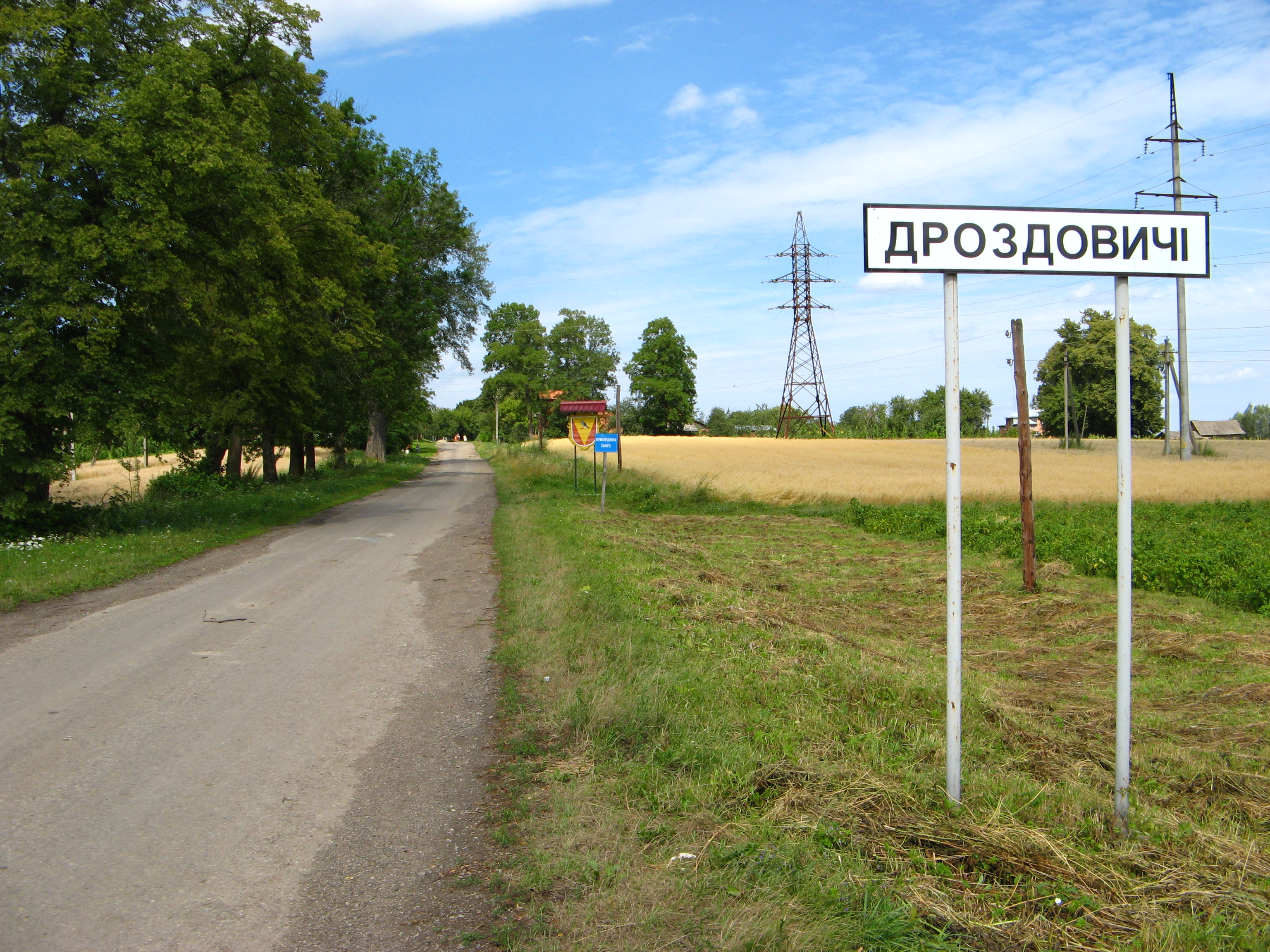

德羅茲多維奇（烏克蘭語：Дроздовичі），是烏克蘭西部的村莊，隸屬利維夫州的桑比爾區。該村始建於1500年，面積1.36平方公里，海拔高度213米，人口360。